# Радени (Ботошани)
Радени (рум. Rădeni) насеље је у Румунији у округу Ботошани у општини Фрумушика. Oпштина се налази на надморској висини од 157 m.

## Становништво
Према подацима из 2002. године у насељу је живело 1007 становника, од којих су сви румунске националности.